# Haus Erprath (Tönisberg)

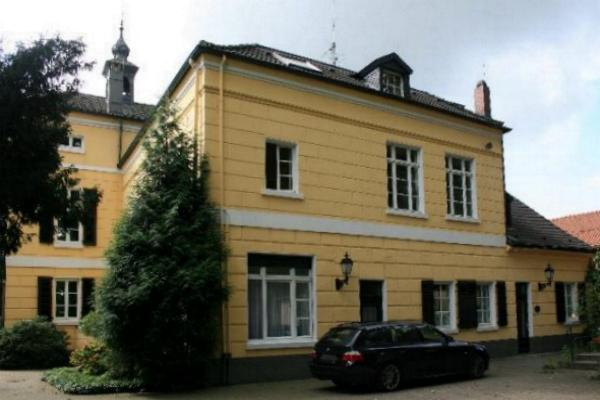
Haus Erprath

Haus Erprath war ein Rittergut in Tönisberg, Kempen. Im Jahre 1873 verkaufte Robert Georg Wilhelm von Pelden gent. Cloudt den Besitz an Anton Hamers aus Krefeld. Das Herrenhaus stammt aus dem 19. Jahrhundert. Es ist seit 1992 als Baudenkmal in Kempen eingetragen.